# アジュ
| 姓名           | アジュ                             |
| 生没年         | 1227年? - 1280年                   |
| 本貫・出身地等 | モンゴル帝国                       |
| 職官           | 対南宋総司令官                     |
| 陣営・所属等   | クビライ                           |
| 家族・一族     | 祖父・スブタイ、父・ウリヤンカダイ |

アジュまたはアチュ（モンゴル語: ᠠᠵᠦ、Aju、現代モンゴル語: Ажу жанжин 転写: Aju Janjin、Aju、Aču）は、モンゴル帝国の武将。『元史』での漢字表記は「阿朮」。『集史』クビライ・カアン紀では آجو Ājū/ آچو Āchū 、同じく『集史』バアリン部族誌ほか『集史』系統の系図史料である『五族譜』『高貴系譜』記載のクビライの部将序列一覧では اوجو Ūjū と表記されている。

## 概要

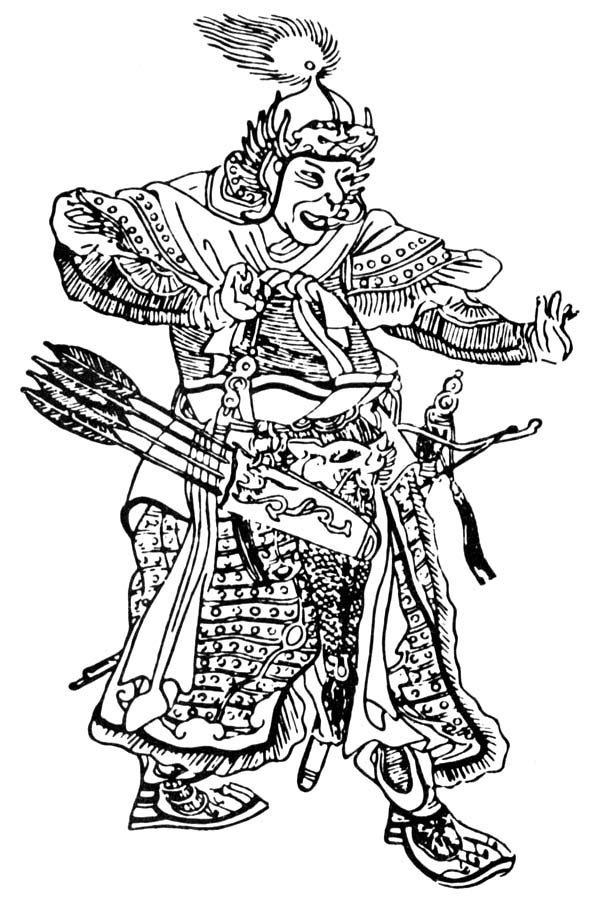
アジュの祖父であり、『四狗』の一人である、名将・スブタイ

祖父はチンギス・カンに仕え、「四狗」（ドルベン・ノガス）の1人として有名な勇将のスブタイ。父はオゴデイ時代からモンゴル帝国の覇業に貢献したウリヤンカダイである。アジュも父と共にモンケの時代から仕えて、ベトナム遠征など各地を転戦して武功を挙げた。
第4代皇帝モンケによる南宋遠征では、父ウリヤンカダイと共に従軍し、精鋭を率いて先鋒軍に加わった。大理国征服（雲南・大理遠征）や陳朝（交趾）の降伏にも活躍し、モンケからその功を賞されて黄金300両を下賜された。1259年にモンケ没後の後継者争いでは父と共にクビライを支持した。金蓮川でのクビライの即位以後は親衛軍であるケシク（宿衛）に留まった。
1262年の山東の漢人軍閥の李璮の乱の際には、ジョチ・カサル家の王族のカピチを司令とする史天沢らが討伐軍として派遣されたが、アジュは王族バイジュ（拝出）、テゲ（帖哥）らの軍に従軍し李璮討伐でも功績を上げた。同年9月、兄弟のココテイ（ココチュ）が亡くなったため、アジュはその地位を継いで宿衛（ケシク）将軍から征南都元帥に任じられ、汴梁を根拠地として「南辺の蒙古・漢軍」を率いた。この頃、宿州を回復したほか、至元元年に入って1264年9月頃には両淮地方の計略に努め、さらに名声を上げた。
1268年よりクビライによる南宋攻めが始まると襄陽攻略の総司令官として襄陽を包囲・攻撃する。敵将の呂文煥の徹底抗戦に苦しんだが、史天沢と共に投石機による攻撃などで襄陽の支城である樊城攻略で大功を挙げ、その結果として1273年には遂に呂文煥を降伏させた。
1274年以降から「南宋攻略」では、丞相バヤンが南宋遠征軍の総司令となり、水軍を統括していた参政エリク・カヤ（阿里海牙）とともに遠征軍を指揮することになった。1274年正月にエリク・カヤから南宋遠征を奏上しているが、アジュもこれに遠征に賛意する上申を行っており、これを受けて丞相バヤンを総司令とする遠征が開始された。これに伴い、同年4月にはアジュも平章政事として丞相バヤンを補佐することとなる。アジュは呂文煥と共に先鋒を命じられていることから、襄陽平定に5年もかかったために解任されたと伝わる。アジュはこの攻略戦でも手柄を挙げた。
『集史』バアリン部族誌のバヤンの条によると、「スブタイ・バアトルの子孫アジュ（ اوجو Ūjū）が彼（バヤン）とともに（クビライ）のノコルとなり、30トゥメン（万人隊）のモンゴル軍と70トゥメンのヒタイ（軍）とともに南宋遠征（jang-i Nangiyās）に派遣した」とあり、『五族譜』のクビライの部将序列一覧でも「ウリヤンカト部族出身のスブタイ・バハードゥルの子孫で、トゥメンのアミールであった。ナンギヤス（南宋）地方征服のための30トゥメンのモンゴル軍の統率者として、 سمكه بهادر Samaka Bahadur（サムカ・バアトル＝史天沢）とともに任命された」と説明されている。『集史』ではバヤンに比べてアジュへの言及は少なく、彼の出身部族である『ウリヤンカト部族誌』には事績が記載されていない。
1276年、モンケ家のシリギやトク・テムルらによってクビライへの叛乱が起こされると（シリギの乱）、アジュも他の南宋遠征軍指揮官とともに叛乱鎮圧のため北西方のモンゴリア〜中央アジア一帯へ派遣された。その後、中央に戻ることなく中央アジア方面にて死去した。アジュの死因と没年について、『元史』世祖本紀と『元史』阿朮伝は互いに矛盾する記述がなされており、前者が1280年（至元17年）にビシュバリクで亡くなったとするのに対し、後者は1286年（至元23年）以降にカラ・コジョで亡くなったとする。屠寄は『蒙兀児史記』において後者の「至元23年」が「至元13年」の誤記であるとすれば両説は矛盾なくおさまると論じ、現在では1280年没・享年54歳説が広く受け容れられている。死後、クビライより河南王の地位を追贈された。『元史』巻百二十八に列伝がある。

## ウリヤンカン部スブタイ家
- 千人隊長スブタイ（Sübe'etei ＞速別額台/sùbiéétái,سوبداى/sūbdā'ī）
  - 大元帥ウリヤンカダイ（Uriangqadai ＞兀良合台/wùliánggĕtái,اوريانكقداى/ūrīānkqadāī）
    - 都元帥ココチュ/ココテイ（Kököčü/Kökötei ＞闊闊帯/kuòkuòdài,كوكچو/kūkuchū）
    - 都元帥・中書左丞相アジュ（Aju ＞阿朮/āzhú,آجو/ājū）
      - 河南王ブリルギテイ（Bürilgitei ＞卜憐吉帯/bŭliánjídài）
        - 江浙行省平章政事トントン（Tongtong ＞童童/tóngtóng）

## アジュが参加した戦争・戦闘

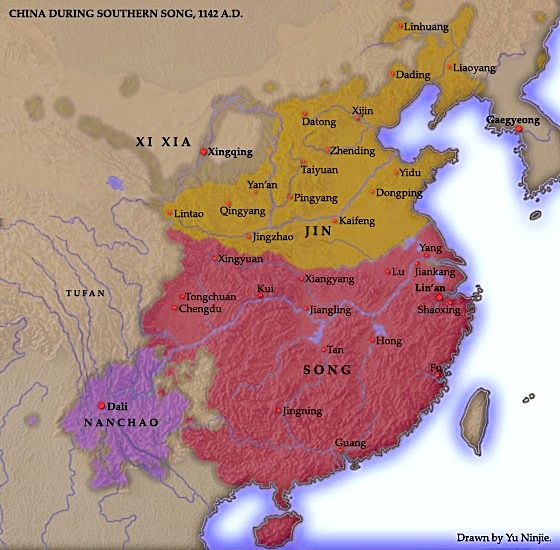
当時の勢力図。『モンゴル・南宋戦争』を参照されたい。

### 参加した戦争
- モンゴル・南宋戦争

### 参加した戦闘
- 襄陽・樊城の戦い
- 崖山の戦い